# Chironomus longilobus
Chironomus longilobus är en tvåvingeart som först beskrevs av Jean-Jacques Kieffer 1916.  Chironomus longilobus ingår i släktet Chironomus och familjen fjädermyggor. Inga underarter finns listade i Catalogue of Life.